# V390 Андромеды
V390 Андромеды (лат. V390 Andromedae), HD 221588 — двойная звезда в созвездии Андромеды на расстоянии приблизительно 979 световых лет (около 300 парсеков) от Солнца. Видимая звёздная величина звезды — от +6,75m до +6,56m.

## Характеристики
Первый компонент — красный гигант, пульсирующая полуправильная переменная звезда типа SRB (SRB) спектрального класса M0, или M0III, или M2, или M4, или Ma. Масса — около 1,354 солнечной, радиус — около 96,569 солнечных, светимость — около 802,966 солнечных. Эффективная температура — около 3717 K.
Второй компонент — коричневый карлик. Масса — около 21,3 юпитерианских. Удалён на 1,655 а.е..